# 사라예보 국제공항
사라예보 국제공항(Sarajevo International Airport, 보스니아어: Međunarodni aerodrom Sarajevo/Међународни аеродром Сарајево, IATA: SJJ, ICAO: LQSA, Butmir Airport)은 보스니아 헤르체고비나의 주요 국제공항으로, 보스니아 헤르체고비나의 수도인 사라예보를 관할한다. 사라예보 철도국에서 남서쪽으로 6.1킬로미터 지점에 위치해 있다. 2019년 이 공항을 통과한 승객 수는 1,143,680명으로, 2001년 323,499명 대비 큰 상승이 있었다.

## 같이 보기
- 바냐루카 국제공항